# Јулимар Рохас
Јулимар Рохас Родригез (шп. Yulimar Rojas Rodríguez; 21. октобар 1995) венецуеланска је атлетичарка која се такмичи у дисциплини троскок. Петострука је победница светских првенстава у дворани и на отвореном, као и тренутна олимпијска шампионка из Токија када је поставила светски рекорд. У Београду је 2022. скочила 15,74 метара и оборила сопствени светски рекорд са ОИ 2020.